# După Deal (Nagylupsa község)
După Deal falu Romániában, Erdélyben, Fehér megyében.

## Fekvése
Muska közelében fekvő település.

## Története
După Deal korábban Muska része volt. 1956 körül vált külön 189 lakossal. 1966-ban 172, 1977-ben 165, 1992-ben 92, 2002-ben 62 román lakosa volt.